# Circuito Internacional de Ningbó
El circuito Internacional de Ningbó (宁波国际赛车场) es un circuito de carreras de automovilismo de 4015 metros ubicado en cercanías de Ningbó, Zhejiang, China. Es propiedad de Geely Automobile, fue comenzado a construir en 2015 y fue inaugurado en agosto de 2017.

## Ganadores

### Campeonato Mundial de Turismos
| Año     | Piloto            | Equipo               |
| ------- | ----------------- | -------------------- |
| 2017    | Esteban Guerrieri | Campos Racing        |
| 2017    | Néstor Girolami   | Polestar Cyan Racing |
| Fuente: |                   |                      |

### Copa Mundial de Turismos
| Año     | Piloto            | Equipo                      |
| ------- | ----------------- | --------------------------- |
| 2018    | Thed Björk        | M Racing-YMR                |
| 2018    | Yvan Muller       | M Racing-YMR                |
| 2018    | Thed Björk        | M Racing-YMR                |
| 2019    | Yvan Muller       | Cyan Racing Lynk & Co       |
| 2019    | Norbert Michelisz | BRC Hyundai N Squadra Corse |
| 2019    | Yvan Muller       | Cyan Racing Lynk & Co       |
| Fuente: |                   |                             |